# André Haller
André Haller (* 29. Oktober 1984 in Sulzbach-Rosenberg) ist ein deutscher Kommunikationswissenschaftler und ehemaliger Hochschullehrer. Er ist Autor und Herausgeber mehrerer Fachpublikationen im Bereich der politischen und strategischen Kommunikation. Von 2019 bis 2023 hatte er eine Professur für Marketing & Kommunikationsmanagement und Digital Marketing an der FH Kufstein inne. Seit 2023 ist er Berater in der digitalen Transformation bei CGI Inc.

## Leben und Beruf
André Haller wurde 1984 in Sulzbach-Rosenberg geboren und wuchs dort auf.
Von 2005 bis 2008 absolvierte Haller ein Bachelorstudium in Medien und Kommunikation an der Universität Passau. Anschließend schloss er im Jahr 2010 mit dem Master of Arts in Kommunikationswissenschaft an der Otto-Friedrich-Universität Bamberg ab. 2013 wurde er an der Universität Bamberg mit einer Arbeit zu bewusster Selbstskandalisierung in der politischen Kommunikation zum Dr. phil. promoviert.
Von April 2012 bis September 2019 arbeitete er als wissenschaftlicher Mitarbeiter am Institut für Kommunikationswissenschaft der Otto-Friedrich-Universität Bamberg.
Seit 2019 ist er Lehrbeauftragter im Studiengang Zukunftsdesign der Hochschule für angewandte Wissenschaften Coburg.
Von 2019 bis 2023 hatte er eine Professur für Marketing & Kommunikationsmanagement und Digital Marketing an der FH Kufstein inne.
Im Jahr 2019 übernahm Haller das Amt des Vice Chair der Political Communication Research Section in der International Association for Media and Communication Research (IAMCR). Darüber hinaus ist er Mitglied in der Deutschen Gesellschaft für Publizistik- und Kommunikationswissenschaft (DGPuK), der International Communication Association (ICA) und der European Communication Research and Education Association (ECREA).
Nach 2016, 2018 und 2021 organisierte Haller 2022 zum vierten Mal die „International Conference in Scandalogy“. Bei den Konferenzen stellen Wissenschaftler aktuelle Forschungsergebnisse zum Thema Skandale und Kommunikation vor. Zu jeder Konferenz erschien ein englischsprachiger Sammelband, bei denen Haller Mitherausgeber ist.
Seit 2023 ist Haller Berater bei CGI (Unternehmen) in München.
Haller ist verheiratet.

## Veröffentlichungen

### Monografien
- André Haller: Social Media für Kommunalpolitiker. Springer Fachmedien, Wiesbaden 2021, ISBN 978-3-658-33630-1, doi:10.1007/978-3-658-33630-1.

### Herausgeber
- André Haller; Hendrik Michael; Lucas Seeber: Scandalogy 3: Scandals in New Media. Springer, 2021, ISBN 978-3-03085013-5 (englisch).
- André Haller; Hendrik Michael: Scandalogy 2: Cultures of Scandals - Scandals in Culture. Herbert von Halem Verlag, Köln 2019, ISBN 978-3-86962-418-1 (englisch).
- André Haller; Hendrik Michael; Martin Kraus: Scandalogy. An Interdisciplinary Field. Herbert von Halem Verlag, Köln 2018, ISBN 978-3-86962-248-4 (englisch).

### Aufsätze
- André Haller; Lucas Seeber: Social-Media-Kampagnen im Europawahlkampf – Eine empirische Auswertung der Facebook-Seiten deutscher Parteien während des Wahlkampfes 2019. In: Christina Holtz-Bacha (Hrsg.): Europawahlkampf 2019: Zur Rolle der Medien. 1. Auflage. Springer VS, Wiesbaden 2020, ISBN 978-3-658-31472-9, S. 53–85, doi:10.1007/978-3-658-31472-9_2.
- André Haller; Simon Kruschinski: Politisches Microtargeting. Eine normative Analyse von datenbasierten Strategien gezielter Wähler_innenansprache. In: Communicatio Socialis. Nomos, 2020, ISSN 0010-3497, S. 519–530, doi:10.5771/0010-3497-2020-4-519.
- André Haller; Peter Schneckenleitner: Während Corona: Print ist großer Verlierer. In: European Journalism Observatory. 8. Mai 2020 (ejo-online.eu).
- André Haller: Populist Online Communication. In: Christina Holtz-Bacha; Benjamin Krämer (Hrsg.): Perspectives on Populism and the Media. Nomos, Baden-Baden 2020, ISBN 978-3-8487-5561-5, S. 161–180, doi:10.5771/9783845297392-161 (englisch).
- André Haller; Kristoffer Holt: Paradoxical Populism: how PEGIDA relates to Mainstream and Alternative Media. In: Information, Communication & Society. Band 22, Nr. 4, 2019, doi:10.1080/1369118X.2018.1449882 (englisch).
- André Haller; Kristoffer Holt; Renaud de La Brosse: The “Other” Alternatives : Political Right-Wing Alternative Media. In: Journal of Alternative and Community Media. 2019, doi:10.20378/irbo-54716 (englisch, uni-bamberg.de [PDF]).
- André Haller: Scandals. In: Tim P. Vos; Folker Hanusch (Hrsg.): The International Encyclopedia of Journalism Studies. Wiley-Blackwell, 2019, ISBN 978-1-118-84167-9, doi:10.1002/9781118841570.iejs0095 (englisch).
- André Haller: Die Online-Kampagnen im Bundestagswahlkampf 2017: Eine quantitative Auswertung der Facebook-Reichweiten von Parteien und Kandidatinnen und Kandidaten. In: Christina Holtz-Bacha (Hrsg.): Die (Massen-)medien im Wahlkampf. Die Bundestagswahl 2017. Springer VS, Wiesbaden 2018, ISBN 978-3-658-24824-6, S. 49–72, doi:10.1007/978-3-658-24824-6_3.
- André Haller; Simon Kruschinski: Back to the roots?! Der datengestützte Tür-zu-Tür-Wahlkampf in politischen Wahlkampagne. In: Michael Oswald; Michael Johann (Hrsg.): Strategische politische Kommunikation im digitalen Wandel : interdisziplinäre Perspektiven auf ein dynamisches Forschungsfeld. Springer VS, Wiesbaden, ISBN 978-3-658-20859-2, S. 289–317, doi:10.1007/978-3-658-20860-8_13.
- André Haller: Symbiotische Interdependenzen. Rechtspopulismus und politische Alternativpublizistik. In: Communicatio Socialis. Nr. 2/2018. Nomos, Baden-Baden 2018, S. 143–153, doi:10.5771/0010-3497-2018-2-143 (nomos-elibrary.de).
- Simon Kruschinski; André Haller: Restrictions on data-driven political micro-targeting in Germany. In: Internet Policy Review. Band 6, Nr. 4, 2017, doi:10.14763/2017.4.780 (englisch, policyreview.info).
- André Haller: A Train Station divides a Country: The Use of Social Media during the „Stuttgart 21“ Controversy in Germany. In: From Tahrir Square to Ferguson: Social Networks as Facilitators of Social Movements. 1. Auflage. Peter Lang Verlag, 2017, ISBN 978-1-4331-2939-1 (englisch).
- André Haller; Hendrik Michael; Lucas Seeber: Die Darstellung von Hillary Clinton und Donald Trump in einer deutschen Qualitätszeitung: eine Untersuchung des Framings im US-Wahlkampf 2016. In: journal.kommunikation-medien. Nr. 8, 2017, S. 1–24, doi:10.25598/JKM/2017-8.3.